# Envase flexible
Se llama envase flexible al que está formado por una o varias láminas de material plástico sellado o de papel pegado. El envase flexible es ligero y puede ser hermético por lo que es ideal para la industria alimentaria. Se utiliza por ejemplo para bolsas de snacks (patatas fritas, frutos secos, etc.), pescado congelado, pollo, verduras, frutos, cereales, granos, semillas, dulces, galletas, pastas, alimentos para mascotas y muchos otros productos.
Su función es proteger, transportar, mostrar, preservar el producto que contiene.

## Métodos de fabricación
Entre los métodos de fabricación del envase flexible se encuentran:
- Extrusión. El material termoplástico se funde en un cilindro extrusor y sale por presión por una boquilla o ranura más o menos ancha según el espesor deseado de la lámina. Existen extrusores de película soplada y de película cast.
- Laminación. Unión de láminas de diferentes propiedades por interposición de un adhesivo. Por ejemplo una bolsa puede tener propiedades del poliéster ( rigidez, brillo, transparencia ) junto con las del polietileno ( sellabilidad ).
- Recubrimiento. Aplicación de una película de un polímero fundido sobre una lámina soporte. Por ejemplo para envasar productos sensibles al calor, como paletas heladas o chocolates, la película tiene un barniz que facilita su sellabilidad con bajas temperaturas.
  - Extrusión-Recubrimiento
  - Extrusión-Laminación
- Coextrusión. Extrusión conjunta de varios materiales poliméricos con formación de estructuras multicapa.
  - Coextrusión-Recubrimiento
  - Coextrusión-Laminación

## Formas de envasado
Existen diferentes formas de envasado de productos con materiales flexibles.
El envasado se puede originar en una bobina que desenrolla una lámina plástica y se cierra por diversos métodos de termosoldadura. Dependiendo de la estructura y dimensiones del producto, se utilizan diversos procedimientos:
- Envasado vertical de bolsas de tres soldaduras. El producto se dosifica a través de un tubo formador que tiene como segunda función la de dar forma al envase de plástico. Una vez envasado, se cierra en su parte superior.
- Envasado horizontal de bolsas de cuatro soldaduras. El envase se cierra por sus cuatro extremos. En primer lugar, se procede a sellar los laterales a la vez que se corta la lámina para darle forma. Posteriormente, se cierra la base por el mismo procedimiento. Se realiza el envasado del producto y se suelda la parte superior.
- Envasado con dos soldaduras más termosellado inferior. Es apropiado para piezas sólidas de forma regular, tales como tabletas de turrón, pasteles, barras de cereal, toallitas húmedas, rastrillos desechables, etc.
- Envasado al alto vacío.
- Envasado por termoformado.

Otra forma de envasar es a partir de bolsas preformadas.

## Embalaje flexible en España
El embalaje flexible español se caracteriza por su gran competitividad, hay muchas empresas que luchan por ganarse una cuota de mercado. El sector ha sobrevivido a la crisis con una disminución de ingresos menor de lo que se podía esperar, y se espera que se aumente la facturación en los próximos años. Es un sector en constante crecimiento y expansión, en el que destaca en España la presencia de grandes multinacionales como Amcor o Spg-group, compitiendo con otras empresas del país como Impresión de Flexibles o Plastienvase.